# Румунська література
Румунська література (рум. Literatura română) зародилася на початку XVI століття, разом з появою писемності румунською мовою. На різних етапах свого формування вона зазнала церковнослов'янських, грецьких, польських, російських, французьких і радянських впливів. У даний час являє собою розвинену національну літературу, що представляє повний набір жанрів.

## Фольклор
Найціннішим і найдавнішим джерелом румунської літератури є народна творчість — билини, казки, пісні (рум. doine, basme, cântece). Однак ця народна творчість отримала своє літературне оформлення тільки протягом XIX століття.
- дойни
- «Міоріца»
- «Майстер Маноле»[ru] («Монастир Арджеша»)
- чарівно-героїчні казки (молодець Фет-Фрумос, красуня Іляна Косинзяна, змій Лаур Балаур)
- сатиричні казки та анекдоти (хитруни-дурні Пекале і Тиндале)

## Витоки
Найдавніший збережений документ румунською мовою — лист, датований 1521 р. від Някшу з Кимпулунг до Ханса Бенкнеру в Брашов. Як і інші ранні румунські документи, лист написано кирилицею зі значними фрагментами церковнослов'янською мовою.
Румунська культура зазнала значного впливу християнства — за переказами, в цих землях вчив Андрій Первозванний. Але перші православні рукописи були завезені слов'янами. Тому найдавнішими перекладами на румунську мову були слов'янські православні тексти XV століття. Мали широкий обіг Скейський Псалтир, Воронецький Псалтир, Псалтир Хурмуза́кі і Воронецький Кодекс; вони були перекладені на південному заході країни і скопійовані в Молдові.
Першою друкованою книгою була релігійна книга церковнослов'янською мовою: літургійний збірник Макарія 1508 р, а першою друкованою книгою румунською мовою був незбережений Сібіуський Катехизм 1544 р. У XVII столітті друкувалися й інші переклади з грецької та церковнослов'янської. Молдаванин Дософте́й (Досифей) є автором найдавніших відомих нам румунських віршів, вони були опубліковані в Польщі в 1673 р.
У другій половині XVII століття почали робити перші спроби видання Біблії румунською мовою. У 1582 році диякон Шерба́н (син диякона Коре́сі) і Мар'єн Дяк надрукували Орештийську Палею, переклад перших книг Старого Заповіту. Його переклав Єпископ Михаїл Торда́шь, звіряючись з угорськими перекладами Біблії.
Все ж повна Біблія румунською мовою була видана лише до кінця XVII століття, коли ченці Снаговського монастиря поблизу Бухареста переклали і надрукували Бухарестську Біблію (1688 р.).

## Ренесансний гуманізм
Ренесансний гуманізм зародився в Молдові в XVII столітті завдяки польському впливу. Найзначніший його представник, Мирон Костін, написав хроніку Молдови. Хроніці Костіна передувала хроніка Григорія Уреке, після неї була хроніка Йона Некулче. Іншим гуманістом був Димитрій Кантемір, який написав історію Молдови, Валахії та Османської імперії; писав він також і художні твори: «Диван», «Ієрогліфічна історія». Його син, Антиох Кантемір, був останнім російським поетом-силабіком і першим класицистом. Просвітителем-домнітором (правителем, букв. — «владикою») був Константін Бринковяну; він був убитий турками разом зі своїми синами.

## Падіння Османської імперії і фанаріоти
У XVIII столітті румунські землі були в підпорядкуванні Османської імперії, яка стала призначати домніторами не місцевих бояр, а грецьких купців — т. зв. фанаріотів.
Так грецька культура стала впливати на розвиток румунської літератури. Наприклад, одним з найбільших румунських поетів цього століття був Аліку Векереску, який писав любовні пісні в анакреонтичному стилі. Його батько, Єнекіце, також був поетом, а крім того написав першу граматику румунської мови. А Янку Векереску, син Аліку, можливо був найзначнішим поетом свого покоління. В анекдотах Антона Панна відобразилась ціла «людська комедія»; в них відчувається балканський дух, вплив балканського фольклору, що проник в Румунію з османами.
Все ж, наступне покоління румунських письменників надихалося європейським Просвітництвом. Представники цього покоління: Георге Асакі, Йон Будай-Деляну і Дініку Голеску.

## Національне пробудження
Національно-визвольні настрої Європи були засвоєні і румунами; вони бажали власної держави, в той час як були підпорядковані чужій імперії. Багато румунських письменників цих років приєдналися до національного руху і брали участь у революції 1821 і 1848 років. Предметом багатьох дискусій стало походження румунів, і в Трансільванії утворився рух латиністів, які досліджували романське походження рідної мови і відкривали школи з викладанням румунською.
Румуни, які отримали освіту у Франції, Італії, Німеччині, принесли з собою французьку культуру і німецьку філософію, поступово послаблюючи грецькі і східні впливи в румунській літературі. Значною фігурою був Йон Хеліа́де Редуле́ску, який заснував перше періодичне видання румунською мовою, а також Філармонічне товариство, яке згодом відкриє Національний Театр у Бухаресті.
Нікала́є Белче́ску дає перший зразок історичної монографії, Але́ку Рýссо створює свою патріотичну поему в прозі «Оспівування Румунії», а Димитріє Болінтін Яну — свої історичні легенди. Він же разом з Гікою Пантаці, В. А. Уре́кя закладають основи роману. Ніколає Филимон пише перший реалістичний роман, Б. П. Гашдеу стверджує романтичну драму у віршах, Александру Одобеску — історичну новелу і есе.
Найзначнішими письменниками другої половини століття були Васіле Александрі та Міхай Емінеску. Александрі був письменником широкого охоплення, він збагатив румунську літературу поезією, прозою, кількома драмами і збіркою народної творчості. Емінеску вважається головним і найвпливовішим румунським поетом. Його лірика закорінена в народній традиції, але зазнала впливу німецької філософії та індійських традицій.
У 1863 Титу Майореску заснував літературний гурток «Молодь», який зіграв найважливішу роль в румунській літературі. До нього входило багато важливих письменників, серед яких Йон Лука Караджале, автор класичних комедій; в цей час опублікували свої прозові твори Йон Крянге і Ба́рбу Делавра́нчя. У цей період співіснували різні течії.

## Міжвоєнний період
Після національного об'єднання в 1918 в румунській літературі настав справжній золотий вік, відзначений розвитком роману. Традиційне суспільство і останні політичні події відбилися в таких творах Лівіу Ребряну, як «Повстання» (1932, про селянське повстання 1907 року) і «Ліс повішених» (1922, про участь Румунії в Першій світовій війні). Початки модерністського роману простежуються в прозі таких письменників, як Гортензія Пападат-Бенджеску («Концерт з творів Баха»), Камілл Петреску («Остання ніч кохання, перша ніч війни»).
Класичні історико-літературні праці
Чезар Петреску (1892—1961) — письменник-романіст. У своїх романах похмуро описував соціально-етичну проблематику. Шедевром його творчості є роман «Затемнення» (1927, в російському перекладі 1963 «Катастрофа»), що описує долю людей, які пережили Першу світову війну. Крім того Петреску — автор історичної трилогії «1907» (1938—1943) і роману «Люди вчорашнього, сьогоднішнього і завтрашнього дня» (1955), за його словами, скороченогго варіанта «румунської хроніки XX століття».
Джео́рдже Келіне́ску являє собою (комплексну) особистість: романіст, драматург, поет, історик і літературний критик, есеїст, журналіст. Він створив монографії про Емінеску, Крянге, а також монументальну «Історію румунської літератури від витоків до сьогодення» (1941, біля 1000 сторінок ін-кварто).
Нікола́є Йо́рга— Історія румунської літератури, 1929

Важливим письменником-реалістом був Михайло Садовяну, дія романів якого найчастіше відбувається в переломні періоди молдавської історії. Значним внесок зробили письменники Тудор Аргезі, Лучіан Блага і Мірча Еліаде. Тудор Аргезі через 50 років після Емінеску оновив румунську поезію, заклавши основи модернізму. Лучіан Блага розвинув у своїх творах складну філософську систему, яка все ще недостатньо зрозуміла. Мірча Еліаде сьогодні вважається найзначнішим істориком релігій. Його романи відзначені містичним символізмом дохристиянської, язичницької фактури.
- Джордже Баковія
- Йон Барбу
- Василе Войкулеску
- Камил Петреску

Уродженець Румунії, Трістан Тцара, французький поет, есеїст, є творцем дадаїзму, революційного нігілістського руху в мистецтві. Пізніше він відійшов від дадаїзму в бік сюрреалізму і марксизму. Він облаштувався в Цюриху, де заснував Кабаре Вольтер. Вперше за свою історію, румунська культура повністю зімкнулася з західноєвропейською культурою, дадаїзм — перша течія світового значення, створена румуном. Румунський авангардизм представлений такими іменами, як Урмýз, Тристан Тцара, Х. Бо́нчу, Григо́ре Кýглер, Барбу Фундояну (Бенжамен Фондан), Аурел Баранґа, Дже́ллу Наýм, Іла́ріє Воро́нка, Йо́н Виня.

## Комуністичний період
Марін Преда вважається вагомим післявоєнним романістом. Його роман «Моромети» описує життя і труднощі звичайної селянської родини з Румунського Поля у передвоєнний час і на початку комуністичного періоду в Румунії. Але його найбільша книга — «Найулюбленіший серед землян», жорсткий опис комуністичного суспільства.
Найважливіші поети і письменники цього періоду — Никита Стенеску, Марін Сореску, Ана Бландіана, Іоан Александру, Нікуце Тенасе. Можна також назвати поетесу Вероніку Порумбаку. Серед дитячих письменників відомий Октав Панку-Яш (1929—1975) — казка «Неймовірна історія про батька, хлопчика і … пальчик», гумористичні оповідання, замальовки для дітей, романи «Велика битва біля малого озера» (1953), «Книга з синіми очима».

## Закордонні письменники румунського походження
Численні письменники румунського походження, як то Еуджене Йонеску (Ежен Йонеско), один із найвизначніших драматургів театру абсурду. В той же час пише Еміль Чоран, блискучий філософ і письменник. У Буковині народилися Пауль Целан і ціла плеяда німецькомовних поетів.
- Антиох Кантемір[ru] (російська мова)
- Трістан Тцара (французька мова)
- Ежен Йонеско (французька мова)
- Бенжамен Фондан[ru] (французька мова)
- Еміль Чоран (французька мова)
- Пауль Целан (німецька мова)
- Герта Мюллер (німецька мова)
- Марта Бібеску (французька мова)
- Шандор Каняди